# Château de Coat Men
Le château de Coat Men est situé à Tréméven en France.

## Localisation
Le château est situé sur la commune de Tréméven dans le département des Côtes-d'Armor, dans la région Bretagne.

## Description
C'est un des premiers donjons médiévaux en pierre du département, constitué de blocage en pierre, ciment et revêtement appareillé.

## Historique
En 1966, les vestiges du château comportent un donjon en ruines ainsi que les vestiges d'une chapelle castrale. Les restes du donjon sont détruits à dessein en 1993 par le propriétaire du terrain sur lequel les vestiges sont situés.
Il est inscrit au titre des monuments historiques par arrêté en date du 5 février 1927.